# Рынок «лимонов»: неопределённость качества и рыночный механизм
«Рынок „лимонов“: неопределенность качества и рыночный механизм» (англ. The Market for 'Lemons': Quality Uncertainty and the Market Mechanism) — научная работа Джорджа Акерлофа, опубликованная в 1970 году. Работа посвящена асимметрии доступной информации: в ней анализируются рыночные последствия ситуаций, в которых продавец знает о качестве товара больше, чем покупатель. Акерлоф, Майкл Спенс и Джозеф Стиглиц в 2001 году получили Нобелевскую премию по экономике за анализ рынков с асимметрично доступной информацией.

## Тезис
Основной посыл работы можно сформулировать так: «если покупатели не владеют информацией о качестве товара в той же мере, что и продавцы, плохие товары вытесняют хорошие вплоть до полного исчезновения рынка». Рынок подержанных автомобилей служит иллюстрацией этой проблемы: «лимонами» на американском сленге называют автомобили с дефектами, обнаруженными только после покупки.
Поскольку истинное техническое состояние подержанного автомобиля гораздо лучше известно продавцу, чем покупателю, при покупке заранее нельзя предсказать, окажется ли машина «хорошей» или «плохой». Поэтому покупатель ожидает машину некоторого средневзвешенного качества и готов заплатить за неё некую средневзвешенную цену. Таким образом, продавец «плохой» машины имеет возможность продать её за более высокую от справедливого уровня цену и это стимулирует приток на рынок таких продавцов, а продавец «хорошей» машины не может получить справедливую (полную) цену за свой автомобиль и вынужден уйти из рынка. По мере исхода продавцов «хороших» машин усреднённая цена, которую покупатель готов платить за машину неизвестного качества, падает всё ниже, вплоть до полного исчезновения «хороших» машин из продажи.
Следует подчеркнуть, что выбор (такого примера) продиктован соображениями скорее большей конкретности и лучшего понимания проблемы, чем важности или реалистичности рассматриваемой ситуации.Дж. Акерлоф
В качестве других примеров анализируются также рынок медицинского страхования, проблема занятости среди представителей национальных меньшинств и кредитные рынки в развивающихся странах.
Вывод Акерлофа заключается в том, что государство должно взять на себя некоторые регулирующие и контрольные функции на подобных рынках.

## Критика
Экономисты либертарианского толка возражали Акерлофу, утверждали, что и такие рынки обладают способностью к саморегуляции, доказательством чего служит тот очевидный факт, что рынок подержанных автомобилей продолжает успешно функционировать по всему миру, — покупатели в условиях свободной экономики находят собственные способы контроля качества (например, по собственной инициативе привлекая знакомых экспертов).
Джордж Хоффер и Майкл Пратт в преамбуле к своему эмпирическому исследованию пишут, что «далеко не все экономисты согласны с тем, что „рынок лимонов“ действительно существует применительно к подержанным автомобилям». Исследование показывает, что законы некоторых штатов США, обязующие продавцов раскрывать информацию о всех известных им дефектах автомобиля, оказались неэффективными — качество продаваемых автомобилей не отличается от качества машин в соседних штатах, где с асимметричностью информации власти специально не борются.